# 2. Brief des Johannes
| Neues Testament |
| --- |
| Evangelien |
| - Matthäus - Markus - Lukas - Johannes |
| Apostelgeschichte |
| Paulusbriefe |
| - Römer - 1. Korinther - 2. Korinther - Galater - Epheser - Philipper - Kolosser - 1. Thessalonicher - 2. Thessalonicher - 1. Timotheus - 2. Timotheus - Titus - Philemon - Hebräer |
| Katholische Briefe |
| - Jakobus - 1. Petrus - 2. Petrus - 1. Johannes - 2. Johannes - 3. Johannes - Judas                                                                                                 |
| Offenbarung |

Der 2. Brief des Johannes ist der zweite von drei neutestamentlichen Briefen in der Bibel, die dem Evangelisten Johannes zugeschrieben werden.

## Verfasser und Abfassungsort
Wer den 2. Johannesbrief verfasst hat, ist unter Theologen umstritten. Die Tradition sieht im Evangelisten Johannes den Verfasser. Der Brief wird von vielen Theologen heute entweder einem evtl. von Papias erwähnten Presbyter Johannes oder einem anderen Schüler des Evangelisten zugeschrieben. Das Datum der Abfassung wird je nach theologischer Lehrmeinung bei 50 n. Chr. oder 90 n. Chr. bis etwa 130 n. Chr. angesetzt. Als Abfassungsort gilt Ephesus (siehe die „Johanneische Schule“).

## Umfang und Aufbau
Mit 245 Worten (nach Nestle-Aland28) ist er ein wenig länger als der 3. Johannesbrief und damit der zweitkürzeste Brief im Neuen Testament. Nach Versen ist er allerdings der kürzeste (13 Verse im Vergleich zu 15 beim 3. Johannesbrief).
Der Brief ist wie ein klassischer antiker Privatbrief aufgebaut, d. h., er besteht aus drei großen Teilen: dem Briefpräskript, dem Briefkorpus und dem Briefschluss.

### Briefpräskript
Am Anfang des Briefes steht die superscriptio, also die Absenderangabe. Als Absender wird nur Ὁ πρεσβύτερος = „Der Älteste“ oder „Der Alte“ angeführt, ohne weitere Namensnennung. Auch der Empfänger wird nicht namentlich genannt. In der adscriptio, als der Empfängerangabe, steht nur ἐκλεκτῇ κυρίᾳ = „der auserwählten Herrin“. In der Salutatio, dem Eingangsgruß, wünscht der Verfasser seinem Gegenüber Gnade, Erbarmen und Friede. Diese dreifache Grußformel findet sich im Neuen Testament sonst nur bei den beiden Timotheusbriefen.

### Briefkorpus
Der eigentliche Hauptteil des Briefes, das sogenannte Briefkorpus, enthält zwei Hauptthemen:
- In den V. 4–6 lobt der Verfasser „die Herrin“ und „ihre Kinder“ für ihre Treue im Glauben. Und dann wendet er sich an sie, mit der Bitte um Liebe untereinander. Denn durch die Liebe untereinander drücken wir unsere Liebe zu Gott aus.
- In den V. 7–11 warnt der Verfasser vor „Irrlehrern“. Irrlehrer sind in seinen Augen die Menschen, die leugnen, dass Jesus wirklich Mensch geworden ist (Doketismus). Die Empfänger des Briefes sollen den Umgang mit diesen Irrlehrern vermeiden. Sie sollen sie nicht einmal grüßen.

### Briefschluss
Auf den Briefkorpus folgt der Briefschluss V. 12–13. Der Briefschluss besteht dabei aus der Absichtsbekundung, dass der Verfasser plane, die Empfänger zu besuchen (V. 12), und dem Schlussgruß in V. 13.

## Exegetische Schwierigkeiten
Ein exegetisches Problem im 2. Joh stellt die Frage nach der Empfängerin dar. Wer ist die „auserwählte Herrin“ (ἐκλεκτή κυρία)? Es gibt unter Auslegern verschiedene Theorien darüber, wer genau die Empfängerin sein könnte:
- Ein Teil der Ausleger geht davon aus, dass es sich bei der „auserwählten Herrin“ um eine reale Frau handelt. Dann könnte entweder ἐκλεκτή (Eklekte) ihr richtiger Name sein, im Sinne von „die Herrin Eklekta“; oder aber κυρία (Kyria) wäre ihr Name, im Sinne von „die auserwählte (edle) Kyria“. Eine dritte Möglichkeit ist, dass ihr Name anonym bleibt und der Verfasser sie nur mit der Anrede „auserwählte Herrin“ anschreibt, wie er sich selber nur mit „Ältester“ vorstellt, genauso ohne den eigenen Namen zu erwähnen.
- Andere Ausleger sehen in der auserwählten Herrin eine symbolische Bezeichnung für eine Gemeinde, in dem Fall die Gemeinde, an die sich der Briefschreiber richtet. Das würde sich mit der biblischen Symbolsprache decken. Israel wird im Alten Testament immer wieder als Frau angesprochen: In Jer 31,21 EU als „Jungfrau Israel“ und in Micha 4,8 EU als „Tochter Zion“. Im Neuen Testament wird die Gemeinde als „Braut Christi“ vorgestellt (2. Kor 11,2 EU; Offb 19,7 EU). Außerdem würde diese Auslegung besser zu V. 13 im Brief passen. Dort werden die Schwester der Auserwählten und deren Kinder erwähnt. Nach dieser Auslegung würde das heißen, dass die eine Gemeinde, also deren Mitglieder, die andere Gemeinde grüßen lassen.